# Marco Mattoli
Marco Fabio Mattoli (São Paulo, 12 de fevereiro de 1965 — São Paulo, 7 de agosto de 2022) foi um cantor, compositor e violonista brasileiro. Mattoli era o vocalista e violonista do grupo de samba-rock Clube do Balanço.

## Biografia
Em 1990, fundou o grupo Os Guanabaras, em 1993, o grupo lançou um álbum de mesmo nome, em 1997, Mattoli lançou um álbum solo no mercado japonês, Balanço Bom É Coisa Rara.
Em 1999, fundou a banda Clube do Balanço, com o objetivo de reviver o samba-rock. Em 2001, o grupo lançou o álbum Swing & Samba-rock com a participação de Paula Lima, Ivo Meirelles, Seu Jorge e os irmãos Wilson Simoninha e Max de Castro, Marku Ribas, Bebeto, Luís Vagner e Erasmo Carlos. Em 2016, participou do CD e DVD Se assoprar posso acender de novo em homenagem ao sambista paulista Adoniran Barbosa, todo composto de canções inéditas do compositor, onde canta Encalacrado, dueto com a cantora Fabiana Cozza.
Em 2018, Mattoli lança seu segundo álbum solo, "Samba do Marcos", diferente de seus trabalhos anteriores, o álbum é dedicado as formas mais tradicionais do samba. Dirigiu o selo Mundaréu da gravadora YB Music.
Matolli, morreu no dia 7 de agosto de 2022, ele não resistiu a um segundo infarto, duas semanas após o primeiro, que o obrigou a sofrer uma cirurgia para colocação de quatro pontes de safena.

## Discografia

### Solo
- 1997 - Balanço Bom É Coisa Rara
- 2018 - Samba do Marcos - YB Music

### Com o Clube do Balanço
- 2001 - Swing & samba-rock - Regata/Jam Music
- 2005 - Samba incrementado - MCD
- 2009 - Pela Contramão - YB Music
- 2014 - Menina da Janela - YB Music
- 2019 - Balanço na quebrada